# Yongxing
Der Kreis Yongxing (chinesisch 永兴县, Pinyin Yǒngxīng Xiàn) ist ein Kreis der bezirksfreien Stadt Chenzhou im Südosten der chinesischen Provinz Hunan. Er hat eine Fläche von 1.979 Quadratkilometern und zählt 542.700 Einwohner (Stand: Ende 2018). Hauptort ist die Großgemeinde Chengguan 城关镇.

## Administrative Gliederung
Auf Gemeindeebene setzt sich der Kreis aus acht Großgemeinden und siebzehn Gemeinden zusammen. 